# Tobias Foss
Tobias Svendsen Foss (Lillehammer, 25 maggio 1997) è un ciclista su strada norvegese che corre per il team Ineos Grenadiers. Vincitore del Tour de l'Avenir 2019. Professionista dal 2020, ha vinto il campione del mondo nel 2022 nella prova a cronometro.

## Palmarès

### Strada
- 2015 (Juniores)

Campionati norvegesi, Prova a cronometro Juniores
Campionati norvegesi, Prova in linea Juniores
- 2019 (Uno-X, una vittoria)

Classifica generale Tour de l'Avenir
- 2021 (Jumbo-Visma, due vittorie)

Campionati norvegesi, Prova a cronometro
Campionati norvegesi, Prova in linea
- 2022 (Jumbo-Visma, due vittorie)

Campionati norvegesi, Prova a cronometro
Campionati del mondo, Prova a cronometro
- 2024 (Ineos Grenadiers, una vittoria)

1ª tappa Tour of the Alps (Egna > Cortina sulla Strada del Vino)
- 2025 (Ineos Grenadiers, una vittoria)

Campionati norvegesi, Prova a cronometro

#### Altri successi
- 2014 (Juniores)

Campionati norvegesi, Cronosquadre Juniores
- 2015 (Juniores)

Campionati norvegesi, Cronosquadre Juniores
- 2016 (Lillehammer CK)

1ª tappa ZLM Tour (Tholen, cronosquadre)
Campionati norvegesi, Cronosquadre Under-23
5ª prova Norgescup (Bergen)
Norgescup
- 2017 (Joker-Icopal)

Classifica giovani Tour of Norway
- 2018 (Uno-X)

Classifica giovani Okolo Slovenska
- 2019 (Uno-X)

Classifica giovani Volta ao Alentejo
- 2023 (Ineos Grenadiers)

3ª tappa Parigi-Nizza (Dampierre-en-Burly, cronosquadre)
- 2024 (Ineos Grenadiers)

Classifica a punti Tour of the Alps

## Piazzamenti

### Grandi Giri
- Giro d'Italia

2020: non partito (10ª tappa)
2021: 9º
2022: 54º
2024: 79º
- Tour de France

2025: 70º

### Classiche monumento
- Milano-Sanremo

2025: 43º
- Liegi-Bastogne-Liegi

2025: ritirato
- Giro di Lombardia

2022: ritirato

### Competizioni mondiali
- Campionati del mondo

Ponferrada 2014 - Cronometro Junior: 15º
Ponferrada 2014 - In linea Junior: 95º
Richmond 2015 - Cronometro Junior: 8º
Richmond 2015 - In linea Junior: 83º
Bergen 2017 - Cronometro Under-23: 17º
Bergen 2017 - In linea Under-23: 88º
Innsbruck 2018 - Cronometro Under-23: 6º
Innsbruck 2018 - In linea Under-23: 22º
Yorkshire 2019 - Cronometro Under-23: 12º
Yorkshire 2019 - In linea Under-23: 6º
Wollongong 2022 - In linea Elite: 84º
Wollongong 2022 - Cronometro Elite: vincitore
Glasgow 2023 - Cronometro Elite: 11º
- Giochi olimpici

Tokyo 2020 - In linea: 61º
Tokyo 2020 - Cronometro: 23º
Parigi 2024 - Cronometro: 13º
Parigi 2024 - In linea: 74º

### Competizioni europee
- Campionati europei

Nyon 2014 - Cronometro Junior: 3º
Nyon 2014 - In linea Junior: 44º
Tartu 2015 - Cronometro Junior: 2º
Tartu 2015 - In linea Junior: 87º
Plumelec 2016 - Cronometro Under-23: 12º
Plumelec 2016 - In linea Under-23: 55º